# Годенков Ігор Леонідович
Ігор Леонідович Годенков (нар. 23 лютого 1959, селище Октябрьське Торопецького району Калінінської (нині — Тверської) області РФ — 10 травня 2018, Макарів, Україна) — український поет, краєзнавець російського походження. «Відмінник освіти України» (1993). Голова Київської обласної організації Всеукраїнської творчої спілки «Конгрес літераторів України», член Національної спілки краєзнавців України і Міжрегіональної спілки письменників України. Лауреат Міжнародної літературної премії імені Володимира Даля (2013).

## Біографічні відомості
Народився 1959 року в родині працівника та вчительки. Закінчив у 1974 році Октябрьську восьмирічну школу, продовжив навчання у Староторопській середній школі Західно-Двінського району, яку закінчив у 1976 р.
Після школи навчався в Ленінградському військово-механічному інституті (1976—1980), служив в армії (1981 — 83).
1983 року вступив до Київського державного університету ім. Т. Г. Шевченка (заочно), закінчив його у 1989 р. Викладач російської мови і літератури.
Одночасно працював у школах Макарівського району Київської області (військовим керівником, вчителем російської мови, заступником директора школи). У 1990 — 95 роках — працював на посаді директора Андріївської середньої школи та очно-заочно навчався в Київському педагогічному інституті ім. Б. Грінченка, по закінченні якого отримав диплом учителя англійської мови.
З 1995 року по 1999 — вчитель англійської мови Макарівської ЗОШ І-ІІІ ступенів № 1.
1999 року був призначений директором Макарівського Центру творчості дітей та юнацтва імені Данила Туптала, працював на цій посаді до 2015 року. Від 2015 працює у тому ж позашкільному закладі на посаді методиста по роботі із обдарованими дітьми та керівника районної дитячої літературної студії «Сузір'я».

## Громадська діяльність
Член Міжнародної асоціації письменників-баталістів і мариністів (з 2001), член Всеукраїнської творчої спілки «Конгрес літераторів України» (з 2006), з 2009 року — голова Київської обласної організації ВТС КЛУ, член Національної спілки краєзнавців України (з 2010) і Міжрегіональної спілки письменників України (з 2013).

## Творчість
Вірші пише з дитинства. Перша поезія була надрукована 20 червня 1982 року в газеті «На боевом посту» Московського військового округу під час служби в армії.
Друкувався в районній, обласній, республіканській періодиці, зокрема — газетах «Профспілкова газета», «Интересная газета», «Третий тост», «Собеседница», «Православная Москва», Всеукраїнському літературному альманасі «От сердца к сердцу», в міжнародному літературному альманасі «Ренесанс», а також в літературних альманахах та колективних збірниках літераторів Макарівщини та Київщини.
Перша збірка віршів «Разговор со звездами» російською мовою вийшла друком 1999 року у Вінниці. З того часу видано понад 10 книжок віршів та малої прози російською мовою. 2008 року видано першу книгу віршів та малої прози українською «Лелеча радість», у 2015 — вийшла друга книга патріотичних віршів та малої прози «Сонячний спів».
Деякі з його віршів покладені на музику. Автор 5 CD-альбомів поетичної лірики і пісень.
Редактор 13 альманахів творчості юних поетів Макарівщини та понад 15 авторських книжок.
Нагороджений Подякою районного військового комісара та Центру допомоги військовим у Макарівському районі за патріотичну роботу. Його вірші було відібрано для друку у Всеукраїнському альманасі «Воїнам Світла» (Різдвяний подарунок воїну АТО від поетичної сотні України, Мукачево, 2015) та в альманах, присвячений Надії Савченко «Живи, Надіє», який було передано сестрою Надії їй у місце ув'язнення.

### Основні публікації
- Разговор со звездами. Сборник стихотворений. — Вінниця: «Південний Буг», 1999. — 36 с. (рос.)
- Дороги, которые мы выбираем. Сборник стихотворений. — Макарів, 2000. — 92 с. (рос.)
- У межи тысячелетий. Сборник стихотворений. — Біла Церква: Буква, 2000. — 48 с. (рос.)
- Моя мадонна. Сборник стихотворений. — Біла Церква: Буква, 2000. — 48 с. (рос.)
- Первых слов несмолкнувшее эхо. Сборник стихотворений. — Маріуполь: Кальміус, 2001. — 36с. (рос.)
- Не раньте ангелов словами. Сборник стихотворений. — Київ, 2001. — 48 с. (рос.)
- Прикосновение к Вечности. Сборник стихотворений. — Київ, 2002. — 112 с. (рос.)
- В объятьях Вечности. Сборник стихотворений. — Київ, 2003. — 52 с. (рос.)
- Возвращение к истокам. Сборник стихотворений. — Торопец: Центр «КИТ», 2005. — 136 с. (рос.)
- Зов тишины. Сборник стихотворений. — Київ: Логос, 2005. — 48 с. (рос.)
- Звезды в терниях. Сборник стихотворений. — Київ, 2005. — 48 с. (рос.)
- От разлуки до встречи. Сборник стихотворений. — Київ: Логос, 2005. — 48с. (рос.)
- Булыжник. Сборник стихотворений. — Київ: Логос, 2006. — 60 с. (рос.)
- Со-прикосновение. Сборник стихотворений. — Київ: Логос, 2006. — 48 с. (рос.)
- Собери нас на ладони. Сборник стихотворений. — Київ: Логос, 2007. — 48 с. (рос.)
- Прикосновение к Вечности. Сборник стихотворений. — Київ: Синопсис, 2007. — 120 с. (рос.)
- Лелеча радість. Вірші, притчі. — Біла Церква: Буква, 2008. — 48 с.
- Святі батьківщину не залишають. Повернення Святителя Димитрія Ростовського на батьківщину. — Київ, 2008. — 220 с.
- Путь к высоте проходит по земле. Сборник стихотворений. — Київ, 2008. — 168 с. (рос.)
- Данность полета. Сборник стихотворений и малой прозы. — Київ: Синопсис, 2011. — 72 с. (рос.)
- Ігор Годенков. З історії Макарівського районного центру творчості дітей та юнацтва імені Данила Туптала // Макарівські історико-краєзнавчі читання: збірник текстів виступів на історико-краєзнавчій конференції (смт Макарів Київської області 25 листопада 2011) — Київ: Видававець О. В. Пугач, 2012. — Сторінки 164—176. ISBN 978-966-8359-10-1
- Десантники ГБ. Сборник стихотворений и малой прозы. — Київ: Синопсис, 2013. — 84 с. (рос.)
- Третье возвращение. Сборник стихотворений. — Київ: Синопсис, 2014. — 48 с. (рос.)
- Рождение мастера или Химины куры. Эссэ, новеллетты, притчи. — Біла Церква: Буква, 2014. — 56 с. (рос.)
- По лезвию мгновенья. Стихи. — Київ: Друкарский двор Олега Федорова, 2015. — 192 с. (рос.)
- Сонячний спів. Вірші. Вірші, що стали піснями. «Прозаріки». — Київ: Видавничий дім «АртЕк», 2015. — 100 с.
- Утренняя поверка. Публицистика. Проза. Поэзия. — Київ: Видавничий дім «АртЕк», 2016. — 256 с. (рос.)
- Акын играет гамму до-мажор. Блок-ноты. — Киев: Друкарский двор Олега Фёдорова, 2018. — 172 с. (рос.)

## Нагороди
Лауреат Міжнародної літературної премії імені Володимира Даля (2013), багатьох Всеукраїнських і Міжнародних літературних конкурсів.
Має грамоти Міністерства освіти України, Київського обласного управління освіти за педагогічну майстерність та успіхи в роботі, нагороджений знаком «Відмінник освіти України».